# Konkubina Qi
Konkubina Qi (戚姬, pinyin Qì Ji; ? - 194. pr. Kr.), poznata i kao Gospa Qi ili Supruga Qi (戚夫人), bila je omiljena konkubina Han Gaozua, (Liu Bang), prvog kineskog cara iz dinastije Han. Neki izvori spominju ju i kao Qi Dobroćudna (戚懿 qì yì).
Bila je rodom iz Dingtaoa (定陶) u Shandongu. Caru je rodila sina po imenu Liu Ruji (劉如意), koji je kasnije dobio titulu princ od Zhaoa. S vremenom je Liu Bang zaključio kako je njegov najstariji sin i prijestonasljednik Liu Ying nedostojan carske titule te je pokušao krunu ostaviti Rujiju. Međutim, tome se žestoko protivila njegova supruga Lü Zhi, koja je zbog toga zamrzila kako svog posinka tako i njegovu majku. Liu Bang je tada u Handan poslao Liu Rujija, dok mu je majka - Gospa Qi - ostala na carskom dvoru.
Kada je 195. pr. Kr. car umro, Ying je postao carem. Pozvao je svog polubrata na dvor, ali mu je nastojao spasiti život, uvijek jedući istu hranu kao i on i nastojeći uvijek biti u njegovom društvu. Međutim, kada je jednom otišao na streljački obred, a Ruji na njega zakasnio, carica majka je iskoristila priliku i dala otrovati Rujija. Potom se okrutno osvetila njegovoj majci - odrezala joj je ruke i noge, iskopala oči i takvu je bacila u zatvor. Tada je pozvala svog sina da gleda "ljudsku svinju". Zgađeni Liu Ying je tada odustao od bilo kakvih pokušaja pruzimanja vlasti i odao se životnim užicima.